# Ото фон Ритберг
Ото фон Ритберг (на немски: Otto von Rietberg; † 23 октомври 1307) е от 1277 до 1307 г. епископ на Падерборн.

## Живот
Той е третият син на граф Конрад I фон Ритберг († 1284) и съпругата му Ода фон Липе, дъщеря на Херман II фон Липе и графиня Ода фон Текленбург. Брат е на граф Фридрих I († 1282), на Конрад II († 1297), епископ на Оснабрюк, Симон († 1294), рицар на Тевтонския орден, Херман († 1283), духовник в Оснабрюк, Падерборн и Тонгерен, на Ода († пр. 1314), абатиса на манастир Мюнстер и на Гизела († пр. 1290), омъжена за Йохан фон Хомбург. Племенникът му Ото III фон Ритберг († 1308) e епископ на Мюнстер (1301 – 1306).
Ото е през 1260 г. духовник в Падерборн и през 1275 г. става каноник. През 1277 г. е избран за епископ на Падерборн. Той трябва да поеме останалите големи финансови задължения, заради строежа на катедралата, от предшественика си чичо му епископ Симон I фон Липе. Ото завършва катедралата в днешния си вид. Той е помазан за епископ през 1287 г. и резидира в Падерборн, а не в дворец Нойхауз.
Ото умира на 23 октомври 1307 г. и е погребан в катедралата на Падерборн.